# Четыреста проделок дьявола
«Четыреста проделок дьявола» (фр. Les quatre cents farces du diable) — немой короткометражный фильм Жоржа Мельеса. Дата премьеры неизвестна. В Польше 20 июля 2007 года фильм был показан в рамках Кинофестиваля ЭРА.

## Сюжет
Английский инженер Уильям Крэкфорд, фанат рекордов скорости, продает свою душу алхимику Алкофрисбасу (на самом деле — Сатане) в обмен на волшебные таблетки, которые позволят ему путешествовать вокруг света. После поездки с его камердинером Джоном на апокалиптической лошади, запряженной в астральную карету, Крэкфорд, попадает прямиком в ад на вертел.
Название фильма отсылает к французской фразе «faire les 400 coups», которой в русском языке примерно соответствует идиома «33 несчастья».

## В ролях
- Жорж Мельес — дьявол (не подтверждено)

## Показ
- Большой Мельес
- Магический Мельес (ТВ)

## Локации
Фильм снимался в Монреале.

## Художественные особенности
- Длина плёнки — 322 метра
- Формат — 35 мм.
- Фильм включён в сборник DVD Georges Melies: First Wizard of Cinema (1896-1913).